# Брахштедт
Брахштедт (нем. Brachstedt) — община в Германии, в земле Саксония-Анхальт. 
Входит в состав района Заале. Подчиняется управлению Залькрайс-Ост.  Население составляет 915 человек (на 31 декабря 2006 года). Занимает площадь 14,52 км².
Община подразделяется на 2 сельских округа.